# Hartmut Griesmayr
Hartmut Griesmayr est un réalisateur et scénariste allemand né en 1945 à Bad Berka (Allemagne).

## Filmographie

### comme réalisateur
- 1973 : Der Friede im Dorf (TV)
- 1973 : Film ohne Himmel (TV)
- 1974 : Um Haus und Hof (série télévisée)
- 1974 : Ein Haus für uns - Jugenderholungsheim (série télévisée)
- 1975 : Ein Entwicklungsroman (TV)
- 1976 : Block 7 (série télévisée)
- 1977 : Notwehr (TV)
- 1978 : Adoptionen (TV)
- 1978 : Kleine Geschichten mit großen Tieren (TV)
- 1978 : ...von Herzen mit Schmerzen (TV)
- 1979 : ...es ist die Liebe (TV)
- 1979 : Fallstudien (TV)
- 1980 : Meister Timpe (TV)
- 1980 : Das Ziel (TV)
- 1981 : Jeans (TV)
- 1981 : Ein Zauberhaftes Biest (série télévisée)
- 1982 : Leben im Winter (TV)
- 1982 : Die Stunde des Löwen (TV)
- 1983 : Wer raucht die letzte? (TV)
- 1984 : Auf immer und ewig (TV)
- 1985 : Der Fehler des Piloten (TV)
- 1986 : Unternehmen Köpenick (série télévisée)
- 1986 : Wilhelm Busch (TV)
- 1987 : Wer ist dran? (TV)
- 1989 : Mit Leib und Seele (série télévisée)
- 1990 : Liebes Leben (feuilleton TV)
- 1990 : Die Froschintrige (TV)
- 1991 : Unser Haus (TV)
- 1991 : Einer für alle (TV)
- 1991 : Die Bank ist nicht geschädigt (TV)
- 1991 : Elsa (TV)
- 1992 : Vier Frauen sind einfach zuviel (TV)
- 1992 : Falsche Zahlen (TV)
- 1992 : Geheimakte Lenz (TV)
- 1993 : Eine Mörderin (TV)
- 1993 : Der Showmaster (TV)
- 1993 : Ein Mann für meine Frau (TV)
- 1993 : Im Teufelskreis (TV)
- 1993 : Stich ins Herz (TV)
- 1994 : Die Gerichtsreporterin (série télévisée)
- 1995 : Ein Herz für Laura (TV)
- 1995 : Spur eines Zweifels (TV)
- 1996 : Jackpot (TV)
- 1996 : Der Andere Wolanski (TV)
- 1996 : Ein Mord auf dem Konto (TV)
- 1996 : Tresko - Der Maulwurf (TV)
- 1997 : Alibi mortel (Tödliches Alibi) (TV)
- 1997 : Das Recht auf meiner Seite (TV)
- 1997 : Der Wald (TV)
- 1997 : Davids Rache (TV)
- 1997 : Ärzte: Kinderärztin Leah - Die Entführung (TV)
- 1997 : Ärzte: Kinderärztin Leah - Am seidenen Faden (TV)
- 1998 : Les Pédiatres (feuilleton TV)
- 1998 : Die Einzige Chance (TV)
- 1998 : Ärzte: Kinderärztin Leah - Auf der Flucht (TV)
- 1998 : Ärzte: Kinderärztin Leah - Ein neues Leben (TV)
- 1998 : Papa, ich hol' dich raus (TV)
- 1999 : Ärzte: Kinderärztin Leah - Kleiner Mensch, großes Herz (TV)
- 1999 : Ärzte: Kinderärztin Leah - Auf Messers Schneide (TV)
- 1999 : Am Anfang war der Seitensprung (TV)
- 2001 : Stan Becker - Ohne wenn und aber (TV)
- 2001 : Écarts de conduite (Am Anfang war die Eifersucht) (TV)
- 2004 : Paradies in den Bergen (TV)
- 2004 : Un papa en or (Ein Baby zum Verlieben) (TV)
- 2005 : In Liebe eine Eins (TV)

### comme scénariste
- 1973 : Film ohne Himmel (TV)
- 1973 : Der Friede im Dorf (TV)
- 1975 : Ein Entwicklungsroman (TV)
- 1983 : Quatre espions dans la place (Satan ist auf Gottes Seite) (TV)
- 1991 : Einer für alle (TV)
- 1995 : Ein Herz für Laura (TV)
- 1997 : Der Wald (TV)
- 1998 : Die Einzige Chance (TV)
- 1998 : Papa, ich hol' dich raus (TV)